# یواس‌اس بوستون (۱۸۸۴)
یواس‌اس بوستون (۱۸۸۴) (به انگلیسی: USS Boston (1884)) یک کشتی بود که طول آن ۲۸۳ فوت (۸۶ متر) بود. این کشتی در سال ۱۸۸۴ ساخته شد.